# Blue Beetle (film)
Blue Beetle is een Amerikaanse superheldenfilm uit 2023, gebaseerd op het gelijknamige personage van DC Comics. Onder regie van Ángel Manuel Soto is het de veertiende film in het DC Extended Universe (DCEU).

## Rolverdeling
| Acteur             | Personage                          | Opmerkingen |
| ------------------ | ---------------------------------- | ----------- |
| Xolo Maridueña     | Jaime Reyes / Blue Beetle          |             |
| Adriana Barraza    | Nana                               |             |
| Damián Alcázar     | Alberto Reyes                      |             |
| Raoul Max Trujillo | Conrad Carapx / Indestructible Man |             |
| Susan Sarandon     | Victoria Kord                      |             |
| George Lopez       | Rudy Reyes                         |             |
| Elpidia Carrillo   | Rocio Reyes                        |             |
| Bruna Marquezine   | Jenny Kord                         |             |
| Harvey Guillén     | Dr. Sanchez                        |             |
| Becky G            | Khaji-Da                           | Stemrol     |

## Productie
Een film, gebaseerd op Jaime Reyes/Blue Beetle, was al sinds 2018 in ontwikkeling door Warner Bros. Pictures en DC Films, later DC Studios.

## Release
De film ging in première op 15 augustus 2023 in El Paso, Texas en het TCL Chinese Theatre in Los Angeles. De film verscheen in de Verenigde Staten op 18 augustus als de 14e DC Extended Universe-film.

## Ontvangst
Op Rotten Tomatoes heeft Blue Beetle een waarde van 77% en een gemiddelde score van 6,40/10, gebaseerd op 166 recensies. Op Metacritic heeft de film een gemiddelde score van 61/100, gebaseerd op 47 recensies.